# Otschakiw
Otschakiw (ukrainisch Очаків; russisch Очаков Otschakow, rumänisch Oceacov, türkisch-krimtatarisch Özü) ist eine ukrainische Hafenstadt in der Oblast Mykolajiw mit etwa 7.000 Einwohnern und das Verwaltungszentrum des gleichnamigen Rajons.

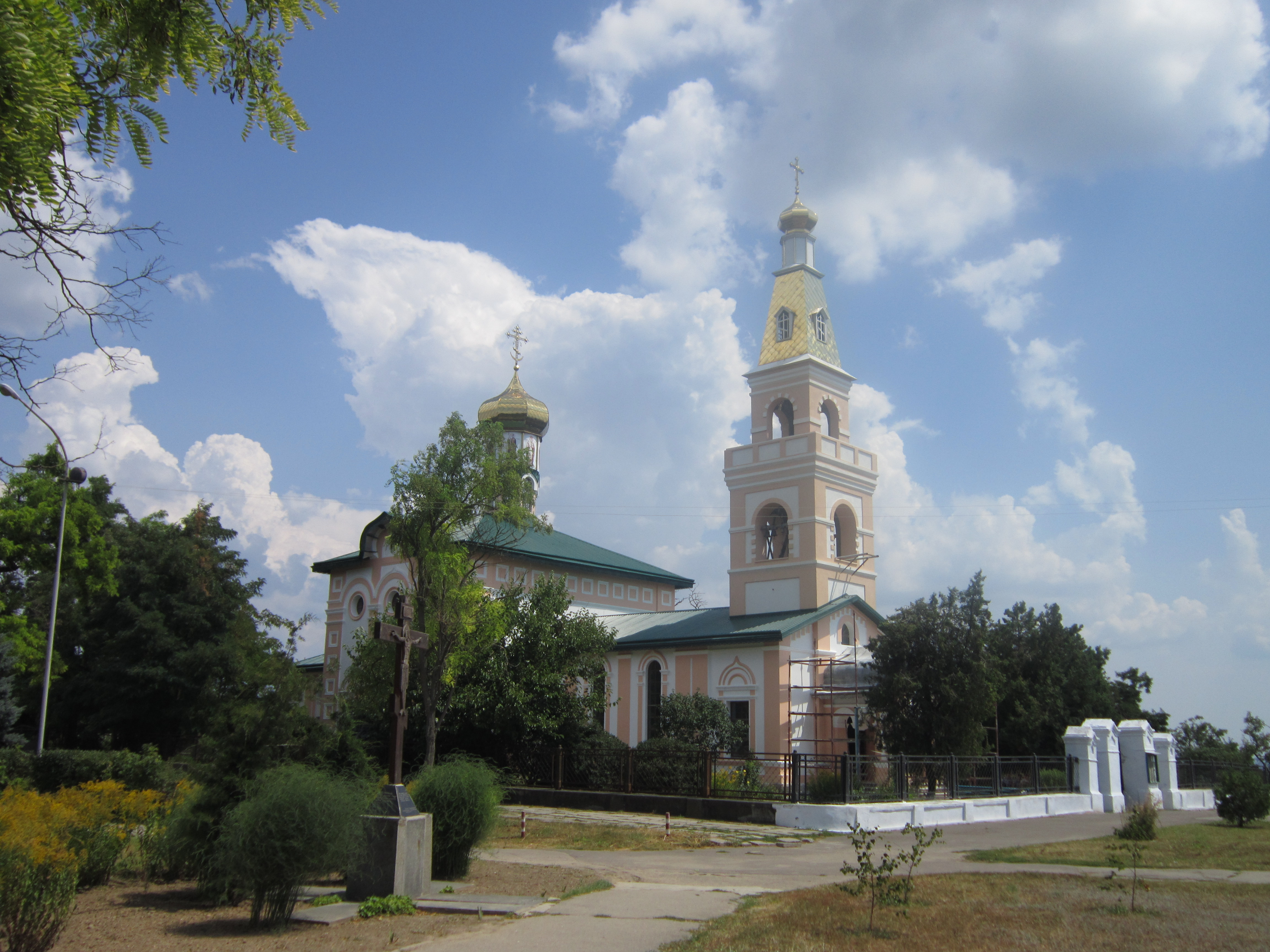
Kirche im Ort

## Geografische Lage
Otschakiw liegt an der Schwarzmeerküste bei der Mündung des Dnepr-Bug-Liman und des Beresan-Liman 59 km südwestlich vom Oblastzentrum Mykolajiw und 67 km östlich von Odessa.

## Geschichte
Es wird vermutet, dass eine griechische Kolonie im 7. und 6. Jahrhundert vor Christus an der Stelle der heutigen Stadt Otschakiw bestanden hat. Im 14. Jahrhundert erbaute der litauische Großfürst Vytautas der Große eine Festung mit dem Namen Dashiv an der gleichen Stelle. Am Ende des 15. Jahrhunderts war das nördliche Küstengebiet am Schwarzen Meer unter der Kontrolle des Krim-Khanates und der Krimtartaren, welche eine Festung errichteten. In kurzer Zeit bauten die Türken ihre Macht über die Tartaren und Steppe am Schwarzen Meer auf.
Der Name Otschakiw stammt vom türkischen Namen der befestigten Siedlung Achi-Kale, also Burg von Achi. Im 16. und 17. Jahrhundert eroberten die Saporoger Kosaken die Festung Otschakiw mehrmals. Otschakiw war eine strategisch Festung der Osmanen und in den russisch-osmanischer Kriegen wiederholt umkämpft.
Der als „Lügenbaron“ bekannte Münchhausen will bei der Belagerung dieser Festung 1737 im Russisch-Österreichischen Türkenkrieg hier seinen berühmten Ritt auf der Kanonenkugel vollführt haben.

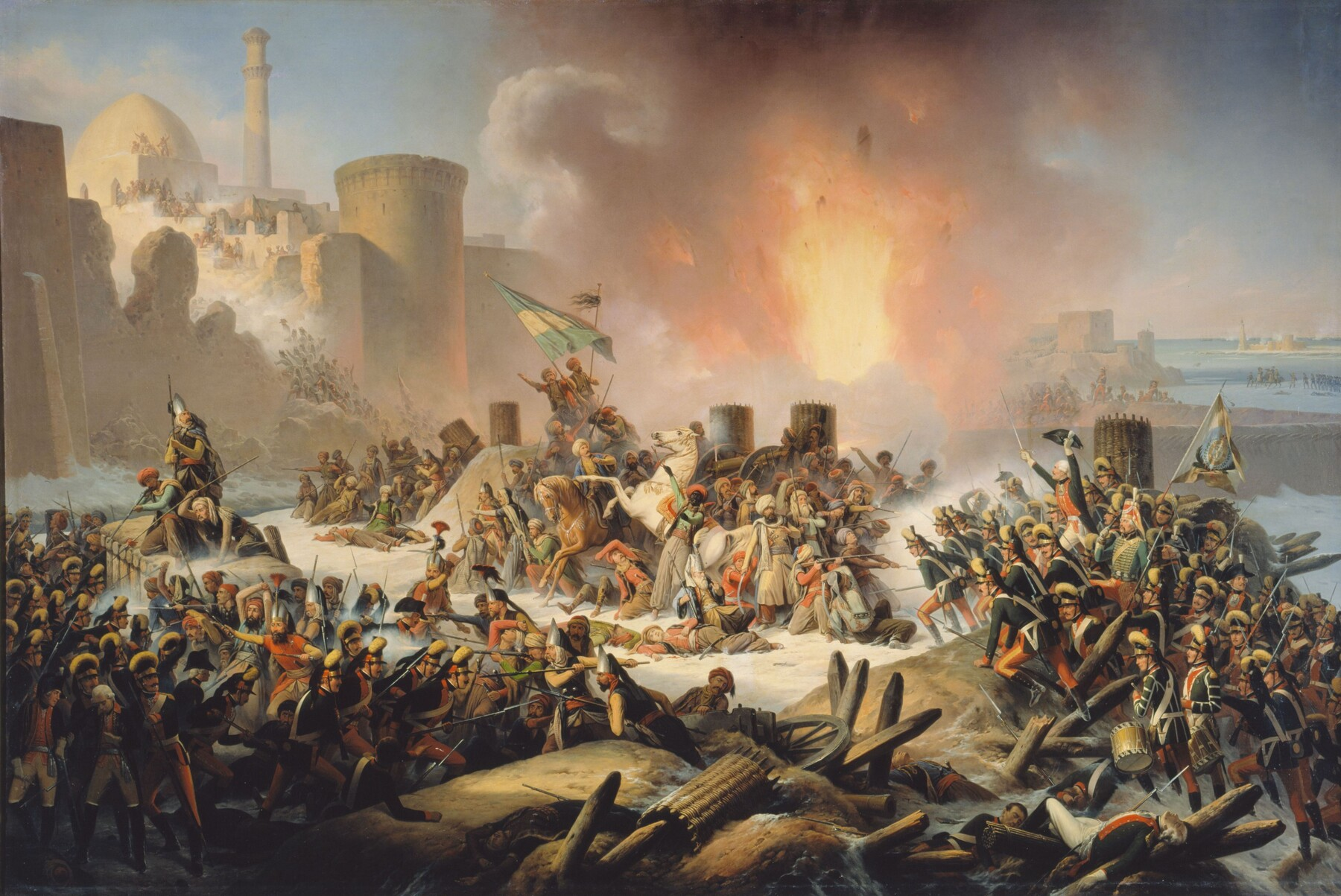
January Suchodolski 1853: Stürmung von Otschakiw am 6. Dezember 1788

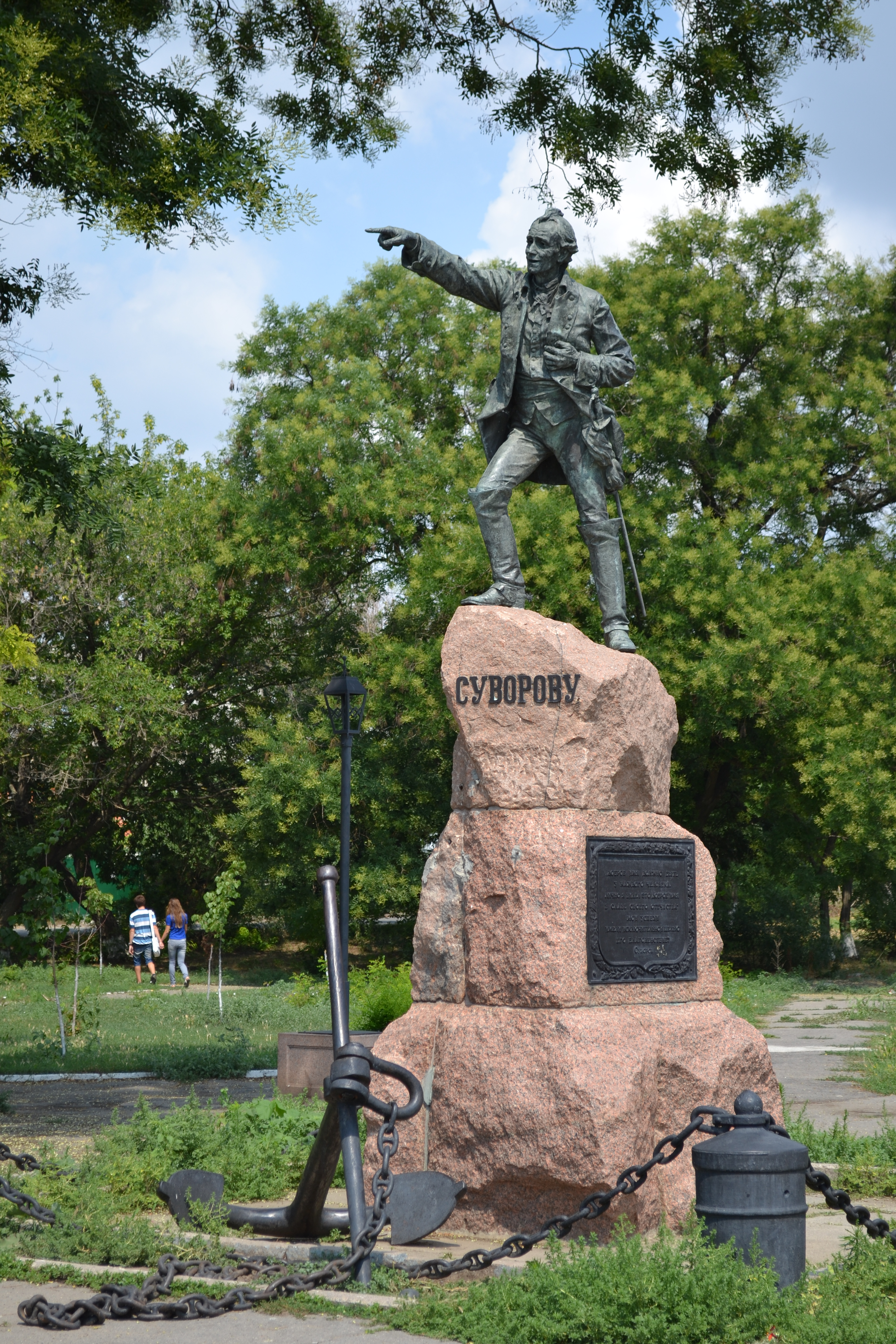
Suworow-Denkmal (Boris Eduards, 1907)

Im Russisch-Österreichischen Türkenkrieg siegte Konteradmiral Karl Heinrich von Nassau-Siegen (1743–1808) 1788 in der Seeschlacht vor Otschakow gegen eine weit überlegene türkische Flotte, worauf die Stadt von den russischen Truppen endgültig erobert werden konnte.
Nach der russischen Eroberung wuchs die Stadt schnell, und durch ihren Hafen wurde sie zu einem bedeutenden Handelsplatz und ein Zentrum der Fischereiindustrie.
Heute gibt es in der Stadt eine Fischkonservenfabrik, mehrere Weingüter und Nähereien. In der näheren Umgebung sind einige Museen und Sanatorien gelegen.

## Verwaltungsgliederung
Am 12. Juni 2020 wurde die Stadt zum Zentrum der neugegründeten Stadtgemeinde Otschakiw (ukrainisch Очаківська міська громада/Otschakiwska miska hromada), zu dieser zählen auch noch die 3 in der untenstehenden Tabelle angeführten Dörfer, bis dahin bildete sie die gleichnamige Stadtratsgemeinde Otschakiw (Очаківська міська рада/Otschakiwska miska rada) unter Oblastverwaltung im Südwesten des ihn umgebenden Rajons Otschakiw.
Am 17. Juli 2020 kam es im Zuge einer großen Rajonsreform zum Anschluss des Rajonsgebietes an den Rajon Mykolajiw.
Folgende Orte sind neben dem Hauptort Otschakiw Teil der Gemeinde:
| Name                     | Name       | Name                     |
| ukrainisch transkribiert | ukrainisch | russisch                 |
| ------------------------ | ---------- | ------------------------ |
| Pokrowka                 | Покровка   | Покровка                 |
| Pokrowske                | Покровське | Покровское (Pokrowskoje) |
| Wassyliwka               | Василівка  | Василевка (Wassilewka)   |

## Bevölkerungsentwicklung
| Jahr      | 1897   | 1923  | 1926  | 1959  | 1970   | 1979   | 1989   | 2001   | 2005   | 2014   | 2020   |
| --------- | ------ | ----- | ----- | ----- | ------ | ------ | ------ | ------ | ------ | ------ | ------ |
| Einwohner | 10.786 | 4.702 | 4.674 | 8.473 | 12.529 | 14.918 | 18.976 | 16.929 | 15.551 | 14.553 | 14.036 |

Militärangehörige machten zum Zeitpunkt des russischen Angriffs auf die Ukraine etwa ein Drittel der örtlichen Bevölkerung aus.

## Persönlichkeiten
- Jewgenija Bogdanowna Bosch (1879–1925), ukrainische Revolutionärin und Politikerin, stammt aus Otschakiw.
- Rufin Sudkowskyj (1850–1885), ukrainischer Landschaftsmaler
- Sergei Grigorjewitsch Wolkonski (1788–1865), russischer Fürst und einer der führenden Dekabristen